# 洛阳龙潭大峡谷
洛阳龙潭大峡谷位于河南洛阳市新安县北部，是一条由紫红色石英砂岩经流水追踪下切形成的U型峡谷，全长12公里，谷内嶂谷、隘谷呈串珠状分布，是国家5A级旅游景区。2006年8月18日，大峡谷接受联合国教科文组织世界地质公园评审专家的验收，被评为“世界上最美的峡谷”，9月18日被正式命名为“世界地质公园”；同年11月入选“洛阳市新八大景”。

## 景点
- 六大自然谜团：水往高处流、佛光罗汉崖、巨人指纹、石上天书、蝴蝶泉、仙人足迹
- 七大幽潭瀑布：五龙潭、龙涎潭、青龙潭、黑龙潭、卧龙潭、阴阳潭、芦苇潭
- 八大自然奇观：绝世天碑、石上春秋、阴阳潭瓮谷、五代波纹石、天崩地裂、通灵巷谷、喜鹊迎宾、银链挂天

## 荣誉
先后获得以下称号
- “国家地质公园”
- “中国最具发展潜力景区”
- “中国优秀旅游目的地”
- “世界地质公园”

## 游览
- 门票：90元
- 开放时间：7:30——17:00[1]

## 交通
大峡谷距洛阳城60公里、郑州180公里；连霍高速、310国道、陇海铁路横穿新安县境。